# 布达佩斯
布達佩斯首都市（匈牙利語：Budapest főváros），通稱布達佩斯（Budapest，匈牙利語發音：[ˈbudɒpɛʃt] ⓘ），是匈牙利首都，也是该国主要的政治、商業、運輸中心和最大的城市，也被認為是中歐一個重要的中繼站。布達佩斯的人口在1980年代中期曾达到高峰207万，目前大布達佩斯都會區人口達到3,303,786人），約有170萬居民居住於布達佩斯，使城市成為欧洲联盟的第九大城市。
布達佩斯的歷史始於早期的凱爾特人定居點，直至轉變為羅馬城鎮阿昆庫姆，下潘諾尼亞的首府。匈牙利人隨後於9世紀後期抵達該地區 ，在1241-42年被蒙古帝國掠奪後。重建的布達佩斯在15世紀成為文藝復興與人文主義文化的中心之一。但在第一次摩哈赤戰役之後則經歷近150年的鄂圖曼帝國統治。在1686年哈布斯堡王朝在大土耳其戰爭後重新征服布達佩斯，該城市進入了一個新的繁榮時代，並在1873年11月17日，由位于多瑙河西岸的布達，和旧布达及東岸的佩斯合并而成後，布達佩斯正式成為一個城市，也成為奧匈帝國的共同首都。而在合併之前人們将它称为佩斯-布达（Pest-Buda）。 
在經歷了1848年匈牙利革命、第一次世界大戰、布達佩斯圍城戰以及1956年的匈牙利革命後，目前。布達佩斯依照全球化及世界城市研究网络（GaWC）所公布之《世界级城市》名单中，布达佩斯被列为属于BETA+级别的国际都市，作為匈牙利最主要的文化、政治和經濟中心，並在2014年被評為歐洲發展速度第二快的城市經濟體。 布達佩斯是歐洲創新與技術研究院的總部,、歐盟執法訓練機構的所在地。多瑙河沿岸的布達佩斯中心地區被列為聯合國教科文組織世界遺產，城市保存了數座著名的建築古蹟，包括匈牙利議會大廈和布達城堡。這座城市還擁有大約80個地熱溫泉以及歐洲最大的溫泉水洞穴系統、布達佩斯每年吸引約有1200萬國際遊客參觀，使其成為歐洲非常受歡迎的目的地。

## 歷史
布達佩斯有记载的历史开始于罗马帝国89年建立的一个城堡阿昆库姆以及它北部产生的居民区，这个居民区位于今天的旧布达。当时当地的居民主要是凯尔特人。从106年开始一直到4世纪阿昆库姆是潘诺尼亚省的省会，它位于潘诺尼亚的自然边界多瑙河上。其城堡对于罗马帝国来说有重要的地位，因此自然成为总督的驻地。107年哈德良开始在这里建造总督宫殿。

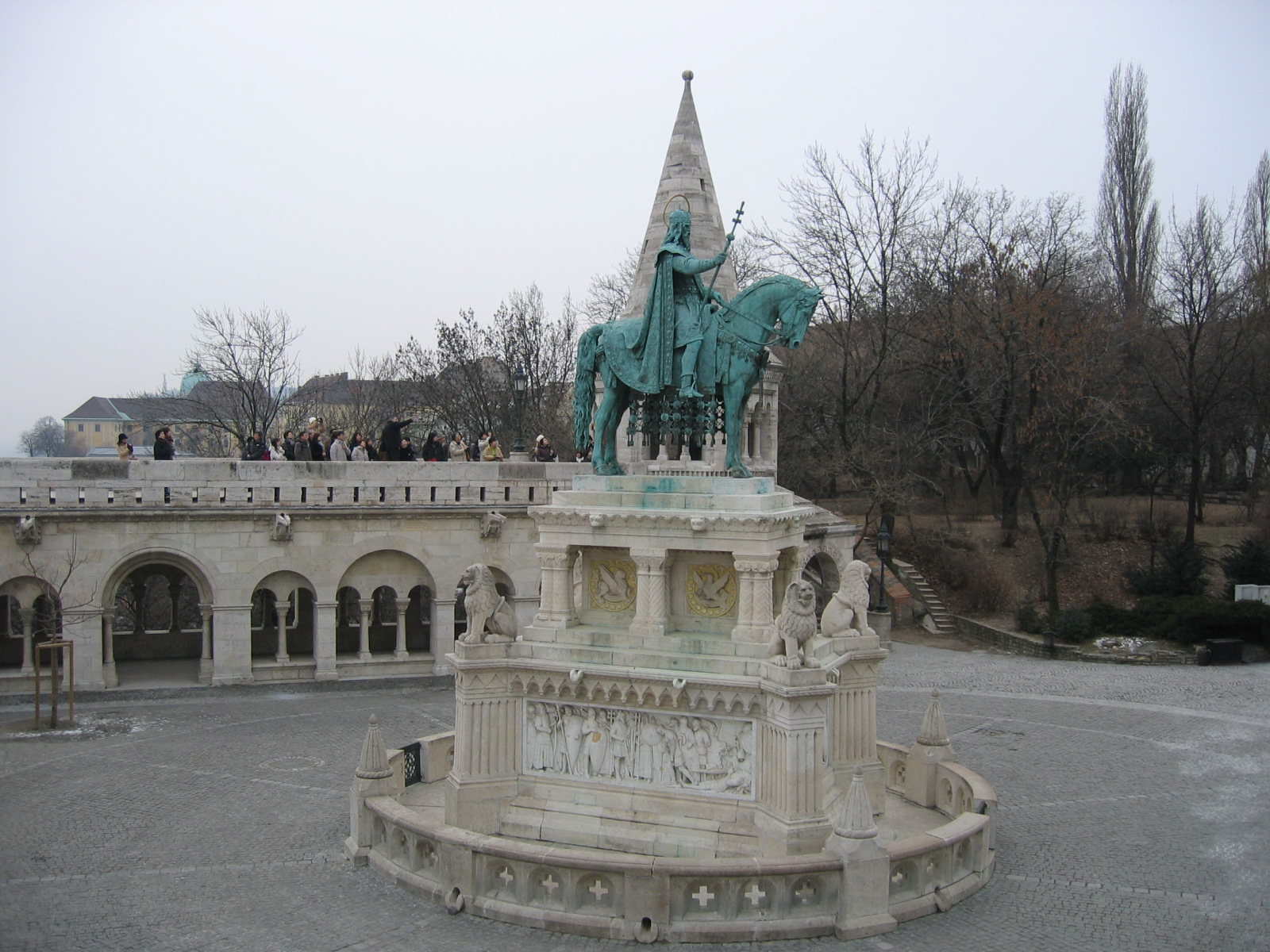
圣伊什特万

今天的佩斯城成为了（或）的所在地。
罗马帝国没落后从东部来的游牧民族进入此地。4世纪末他们到达潘诺尼亚。农村和部分罗马城市被这些好战的部落摧毁。896年马扎尔人在此定居，形势才开始缓和下来。他们在整个潘诺尼亚定居，包括老布达地区。他们被基督化后定居于围绕着教堂的村庄中，从事农业和畜牧业。作为交通枢纽佩斯获得越来越大的重要性。佩斯的名字来自于斯拉夫语中的或，意思是“炉子”，可能因为当地有许多温泉或者因为上帝有许多烧石灰的窑炉。佩斯与布达之间的渡船交通非常繁忙。伊什特万一世加冕为匈牙利第一位国王之後，整个地区的政治形势也获得巩固。1241年蒙古帝国的第二次西征在速不台率領下在蒂薩河之戰中大敗匈牙利國王貝拉四世的主力大軍，蒙古軍進城燒殺掠奪，几乎完全摧毁了布達和佩斯兩城，貝拉四世為躲蒙古人追殺隻身逃出皇宫前往了維也納。後蒙古人撤離布達和佩斯民眾才返回重建城市。1308年匈牙利国王将其驻地移到维榭格拉德，1361年佩斯成为匈牙利首都。1514年附近地区爆发农民暴动。
从1446年开始奥斯曼帝国不断向匈牙利进攻，匈牙利大多数地区被毁。1526年佩斯被奥斯曼帝国占领，15年后受到城堡保护的布达也失陷。未被占领的匈牙利的首都从1536年至1784年是今天的布拉迪斯拉发。布达成为奥斯曼总督的驻地，佩斯则完全失去了重要性，大多数居民也从那里搬走了。
从1526年开始奧地利哈布斯堡王朝获得了匈牙利国王的位置，自此匈牙利成為奧地利一部份。哈布斯堡王朝在大土耳其戰爭後终于战胜了奥斯曼帝国恢復了匈牙利王國。但是布达与佩斯的处境并没有任何变化，统治它们的依然是外族人，而且它们的居民依然必须负很高的税。市内爆发市民暴动，但是被镇压。1723年佩斯成为王国政府的驻地。1838年佩斯发大水，七万人丧生。虽然如此佩斯依然是18世纪和19世纪发展最快的城市。到1800年，佩斯的人口在一个世纪里增长了20倍，达到600,000人。1780年奧地利哈布斯堡王朝设定德语为官方语言，试图以此来控制当地不断爆发的暴动。同时他们从神圣羅馬帝國向匈牙利移民。佩斯城内大多数居民是德国人。由于布达和佩斯市内有各种民族的人生活，而每个民族对这两座城市都有自己的名字，因此布达佩斯今天在许多语言中均有自己的名字。
布达与佩斯发展迅速的原因之一是因为两座城市之间在夏季有一座鐵鏈橋相联。1839年至1849年两城之间在匈牙利改革家塞切尼·伊什特万的建议下建成了第一座正式的桥梁。今天这座桥以塞切尼·伊什特万命名，是布达佩斯市内跨越多瑙河的九座桥中最著名的一座。当时它是多瑙河上雷根斯堡下游的第一座桥。
在1848年革命中布达佩斯是动乱最大的城市之一。匈牙利人试图推翻统治了150多年的奧地利哈布斯堡王朝，革命使第二任奧地利皇帝斐迪南一世退位。在俄罗斯帝國的帮助下奥地利帝國血腥镇压了这次暴动，但是这个事件后来间接地导致了1867年奥匈帝国的成立。匈牙利基本上获得自治。奥匈帝国開國皇帝、繼任其伯父斐迪南的新奧皇弗朗茨·约瑟夫一世在布达佩斯象征性地待了数周。当时他住在布达宫中，与匈牙利的部长和议会一起管理事务，说匈牙利语，穿匈牙利军装。
1849年革命政府就已经将布达、佩斯和老布达合并为一个城市了。但是哈布斯堡王朝恢复了它的统治后又将这个合并取消了。直到1872年两城才正式合并。此前两座城市就已经开始合作讨论建筑和城市规划的问题了。
1896年匈牙利庆祝马扎尔人定居1,000周年，市内修建了许多大型的工程，比如英雄广场以及欧洲大陆上的第一座地铁。从1840年到1900年居民数翻了七倍，达到730,000人。
进入20世纪，郊区人口增长迅速，大量国家工业向城市聚集。
第一次世界大战奥匈帝国战败，匈牙利本身有许多人丧生，1918年奥匈帝国分裂，匈牙利独立，但是同时按照特里亞農條約匈牙利本身也几乎丧失了3/4的地方。对于布达佩斯来说这只是一个短暂的打击。
1919年库恩·贝拉在布达佩斯建立了匈牙利苏维埃共和国。战争部长霍爾西则在塞格组织了一个保守反政府，此時匈牙利-羅馬尼亞戰爭仍然繼續，7月29日羅馬尼亞王國軍隊橫渡蒂薩河，最終布達佩斯於8月3日被羅馬尼亞佔領，蘇維埃政府滅亡。最后反政府获胜，1919年11月16日霍爾西率先带领他的军队进入布达佩斯。由于当时匈牙利依然是一个王国，但是没有国王，因此霍爾西自任为执政，但羅馬尼亞軍隊仍然佔領著匈牙利東部包括布達佩斯，他們1920年2月才撤出布達佩斯，1921年完全撤出匈牙利。
到1930年，布達佩斯有一百万长住居民和四十万郊区居民。
在第二次世界大战期间，由霍爾蒂執政的匈牙利王國簽署加入德意日軸心國，期間匈牙利獲得了羅馬尼亞的北特蘭西瓦尼亞，1944年蘇联反攻德國，匈牙利箭十字党发动政变，拘捕了霍爾蒂，使纳粹德国進駐匈牙利布達佩斯，並扶植親德的匈牙利政府，当地仍有50万犹太居民，即大约有三分之一死于親德匈牙利政府的大屠杀。1944年布达佩斯也遭到盟军轰炸的破坏。最严重的是从1944年12月末到1945年2月初的为期102天的布達佩斯圍城戰的包圍以及被包围的德国和匈牙利军队的破坏。在退入布达时德国和匈牙利军队炸毁了多瑙河上所有的桥。在整个围城过程中38000市民丧生，最终苏联攻佔布達佩斯。
1946年匈牙利成为共和国；在前蘇聯的策動下；1949年的共產政權推翻了原來的共和國政府，改称为人民共和国。1950年，布达佩斯大大扩展了范围。到20世纪五六十年代城市得到了恢复，成为共产主义政府政策的显示窗；但1956年匈牙利十月事件被血腥镇压后在匈牙利全国发生了清洗。
1980年代开始，布達佩斯和整个匈牙利一样，因生育率降低和人口移民而缩小。
1989年10月23日布达佩斯宣布匈牙利成为共和国，这是社会主义阵营分裂的开始。2000年匈牙利庆祝建国1000年。布达佩斯市内因此作了许多建设，包括建立公园和文化中心。工业大学的校园被现代化。2004年5月1日匈牙利加入欧洲联盟，首都布达佩斯为此举办庆祝。

### 人口历史
布达佩斯城市规划时匈牙利比今天的匈牙利大很多，1920年在特里亞農條約中匈牙利丧失了3/5的人口。因此它的整个规划相对于实际的城市来要大许多。

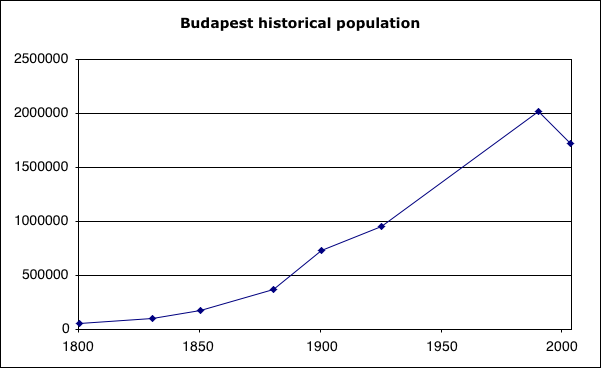
人口图表

- 1800：54,200人
- 1830：102,700人
- 1850：178,000人
- 1880：370,800人
- 1900：733,400人
- 1925：957,800人
- 1990：2,016,100人
- 2003：1,719,343人

## 地理

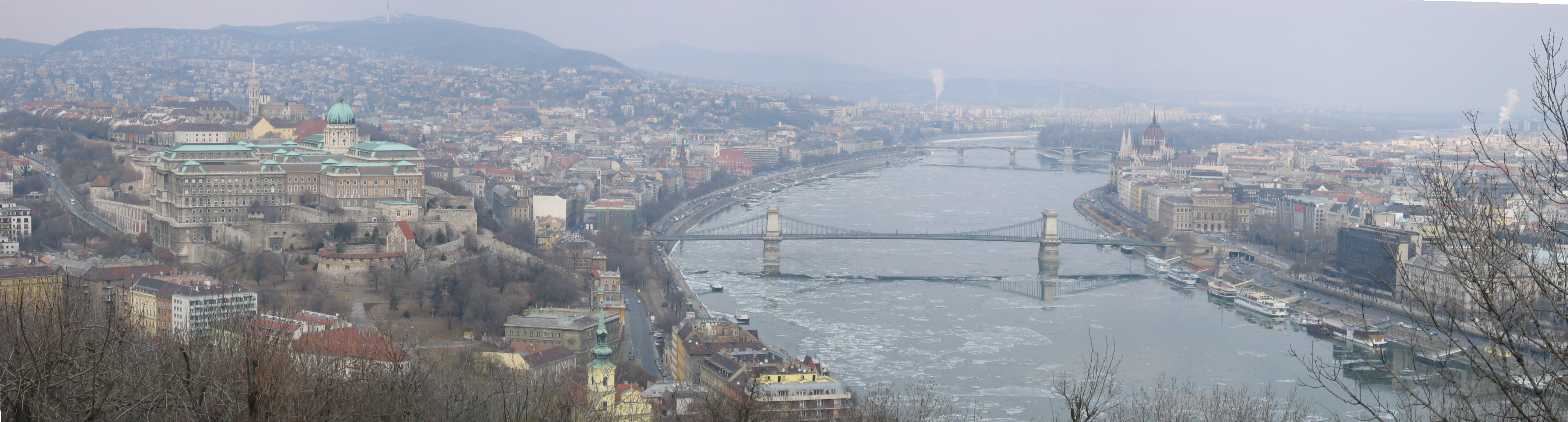
北望

### 概況
布达佩斯位于多瑙河畔。多瑙河在这里离开匈牙利中部的山区，进入匈牙利大平原。布达佩斯的最高点高527米。地质上布达佩斯正好位于一个断层上，因此布达有许多温泉。

### 气候
依靠山脉的遮挡以及内陆的位置布达佩斯的气候是比较干燥的亚热带湿润气候，冬季温暖，夏季炎热，1月的平均温度为1.4 °C（34.5 °F），7月的平均气温为23.3 °C（73.9 °F）。初夏是降水量最高的时候，平均年降水量为约532 mm（20.9英寸）。
| 布达佩斯（平均值1991-2020，极端值1901年至今）                                  | 布达佩斯（平均值1991-2020，极端值1901年至今） | 布达佩斯（平均值1991-2020，极端值1901年至今） | 布达佩斯（平均值1991-2020，极端值1901年至今） | 布达佩斯（平均值1991-2020，极端值1901年至今） | 布达佩斯（平均值1991-2020，极端值1901年至今） | 布达佩斯（平均值1991-2020，极端值1901年至今） | 布达佩斯（平均值1991-2020，极端值1901年至今） | 布达佩斯（平均值1991-2020，极端值1901年至今） | 布达佩斯（平均值1991-2020，极端值1901年至今） | 布达佩斯（平均值1991-2020，极端值1901年至今） | 布达佩斯（平均值1991-2020，极端值1901年至今） | 布达佩斯（平均值1991-2020，极端值1901年至今） | 布达佩斯（平均值1991-2020，极端值1901年至今） |
| 月份                                                                           | 1月                                           | 2月                                           | 3月                                           | 4月                                           | 5月                                           | 6月                                           | 7月                                           | 8月                                           | 9月                                           | 10月                                          | 11月                                          | 12月                                          | 全年                                          |
| ------------------------------------------------------------------------------ | --------------------------------------------- | --------------------------------------------- | --------------------------------------------- | --------------------------------------------- | --------------------------------------------- | --------------------------------------------- | --------------------------------------------- | --------------------------------------------- | --------------------------------------------- | --------------------------------------------- | --------------------------------------------- | --------------------------------------------- | --------------------------------------------- |
| 历史最高温 °C（°F）                                                            | 18.1 (64.6)                                   | 19.7 (67.5)                                   | 25.4 (77.7)                                   | 30.2 (86.4)                                   | 34.0 (93.2)                                   | 39.5 (103.1)                                  | 40.7 (105.3)                                  | 39.4 (102.9)                                  | 35.2 (95.4)                                   | 30.8 (87.4)                                   | 22.6 (72.7)                                   | 19.3 (66.7)                                   | 40.7 (105.3)                                  |
| 平均高温 °C（°F）                                                              | 4.1 (39.4)                                    | 6.6 (43.9)                                    | 11.8 (53.2)                                   | 18.3 (64.9)                                   | 22.9 (73.2)                                   | 26.6 (79.9)                                   | 28.6 (83.5)                                   | 28.6 (83.5)                                   | 22.8 (73.0)                                   | 16.8 (62.2)                                   | 10.1 (50.2)                                   | 4.6 (40.3)                                    | 16.8 (62.2)                                   |
| 日均气温 °C（°F）                                                              | 1.4 (34.5)                                    | 3.4 (38.1)                                    | 7.7 (45.9)                                    | 13.3 (55.9)                                   | 17.7 (63.9)                                   | 21.4 (70.5)                                   | 23.3 (73.9)                                   | 23.2 (73.8)                                   | 18.0 (64.4)                                   | 12.7 (54.9)                                   | 7.2 (45.0)                                    | 2.2 (36.0)                                    | 12.6 (54.7)                                   |
| 平均低温 °C（°F）                                                              | −1.2 (29.8)                                   | 0.1 (32.2)                                    | 3.6 (38.5)                                    | 8.3 (46.9)                                    | 12.6 (54.7)                                   | 16.2 (61.2)                                   | 18.0 (64.4)                                   | 17.7 (63.9)                                   | 13.2 (55.8)                                   | 8.6 (47.5)                                    | 4.3 (39.7)                                    | −0.2 (31.6)                                   | 8.4 (47.1)                                    |
| 历史最低温 °C（°F）                                                            | −25.6 (−14.1)                                 | −23.4 (−10.1)                                 | −15.1 (4.8)                                   | −4.6 (23.7)                                   | −1.6 (29.1)                                   | 3.0 (37.4)                                    | 5.9 (42.6)                                    | 5.0 (41.0)                                    | −3.1 (26.4)                                   | −9.5 (14.9)                                   | −16.4 (2.5)                                   | −20.8 (−5.4)                                  | −25.6 (−14.1)                                 |
| 平均降水量 mm（）                                                              | 37 (1.5)                                      | 29 (1.1)                                      | 30 (1.2)                                      | 42 (1.7)                                      | 62 (2.4)                                      | 63 (2.5)                                      | 45 (1.8)                                      | 49 (1.9)                                      | 40 (1.6)                                      | 39 (1.5)                                      | 53 (2.1)                                      | 43 (1.7)                                      | 532 (20.9)                                    |
| 平均降水天数                                                                   | 7.3                                           | 6.1                                           | 6.4                                           | 6.6                                           | 8.6                                           | 8.7                                           | 7.2                                           | 6.9                                           | 5.9                                           | 5.3                                           | 7.8                                           | 7.2                                           | 84                                            |
| 平均相對濕度（％）                                                             | 79                                            | 74                                            | 66                                            | 59                                            | 61                                            | 61                                            | 59                                            | 61                                            | 67                                            | 72                                            | 78                                            | 80                                            | 68.1                                          |
| 月均日照時數                                                                   | 62                                            | 93                                            | 137                                           | 177                                           | 234                                           | 250                                           | 271                                           | 255                                           | 187                                           | 141                                           | 69                                            | 52                                            | 1,988                                         |
| 平均紫外线指数                                                                 | 1                                             | 2                                             | 3                                             | 5                                             | 7                                             | 8                                             | 8                                             | 7                                             | 6                                             | 4                                             | 2                                             | 1                                             | 5                                             |
| 来源：Average temperatures 1991-2020: OMSZ - Hungarian Meteorological Service. |                                               |                                               |                                               |                                               |                                               |                                               |                                               |                                               |                                               |                                               |                                               |                                               |                                               |

## 行政管理

### 市区
布达佩斯由三个过去独立的城市组成，这三个城市于1873年合并为布达佩斯。多瑙河以东的平原上是佩斯，它占全市面积的2/3。西部山区里是布达和老布达。这两个市区占城市的1/3面积。

### 行政区划

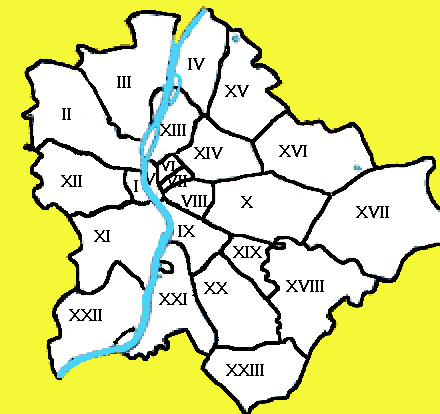
布达佩斯行政区划图

布达佩斯的行政区编号采用的是和巴黎分区基本相似的方式：按顺时针方向逐圈向外递增，一共分23个区。其中前22个区是1950年1月1日制定的，第23个区是后来从第22区分出去的。区号使用罗马数字标志。
布达佩斯一区是位于布达城中心偏西的一小块区域，包括历史上著名的城堡。二区同样在布达，位于西北面。布达的最北面是三区的所在。
四区位于多瑙河对岸的佩斯北部。五区是佩斯的中心。继续向南逐一为六至九区。
十区也位于佩斯一边，而十一和十二区则又在布达一边了。在佩斯一边十三至二十区从北向南组成一个半圆。
第二十一区位于多瑙河与它的一个支流之间。第二十二区位于布达西南，第二十三区位于佩斯最南角。它是最后添加的一个区。
玛格丽特岛由布达佩斯市直管 （页面存档备份，存于）。
下表中粉红色的区在布達一侧，蓝色的在佩斯一侧，黄色的位于多瑙河与它的一条支流之间。
| 区       | 市区           |
| 一区     | 、瓦尔、、南   |
| 二区     | 、、北         |
| 三区     | 旧布达、（岛） |
| 四区     | 、             |
| 五区     | 、             |
| 六区     |                |
| 七区     |                |
| 八区     |                |
| 九区     | 费伦茨瓦罗斯   |
| 十区     |                |
| 十一区   |                |
| 十二区   |                |
| 十三区   | 、、玛格丽特岛 |
| 十四区   |                |
| 十五区   | 、             |
| 十六区   | 、、欣科塔、   |
| 十七区   |                |
| 十八区   | 、             |
| 十九区   | 基斯柏斯       |
| 二十区   |                |
| 二十一区 | 切贝尔         |
| 二十二区 | 、、布达福克   |
| 二十三区 |                |

## 名胜和文化

### 名胜

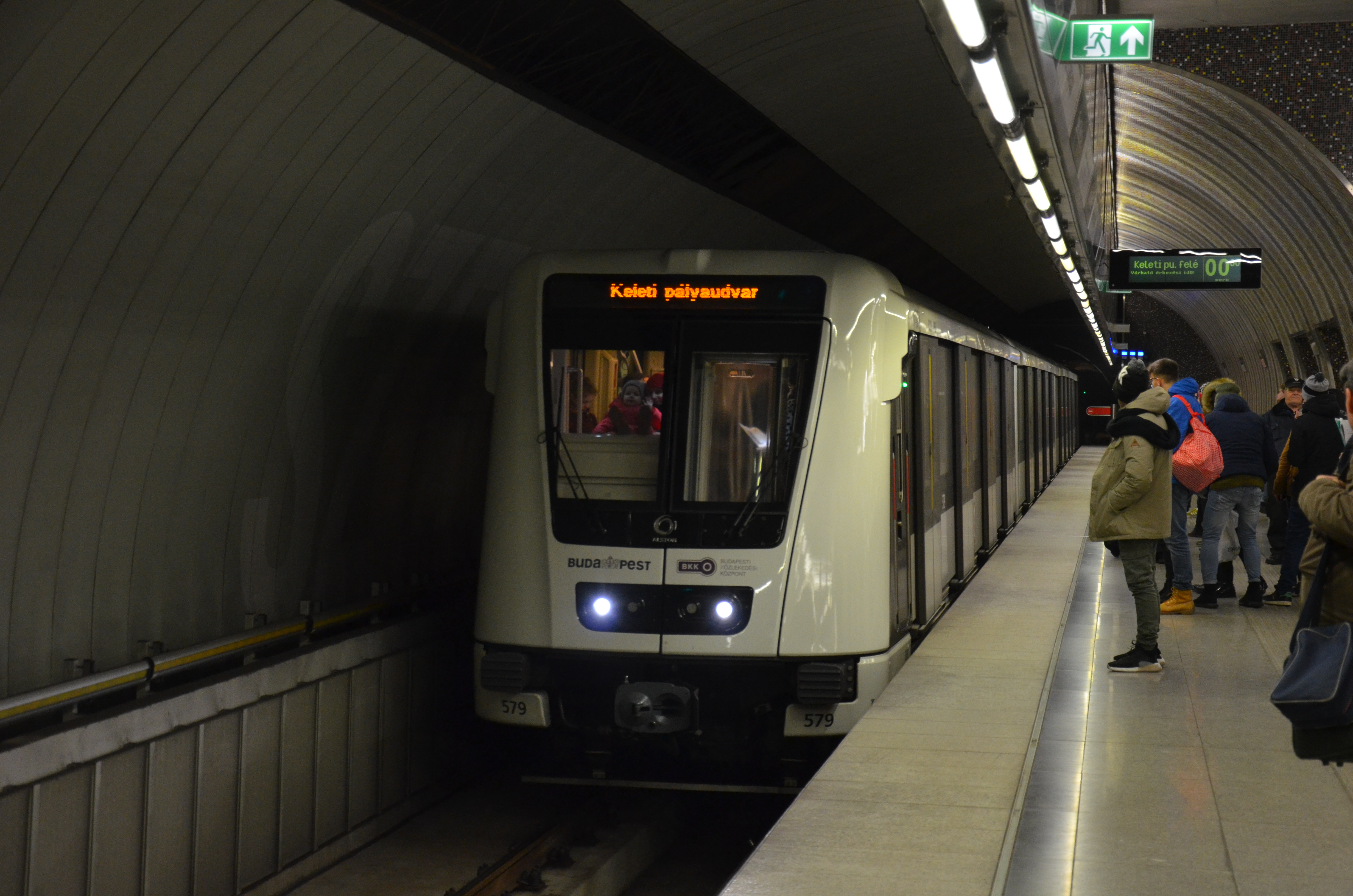
布达佩斯地铁

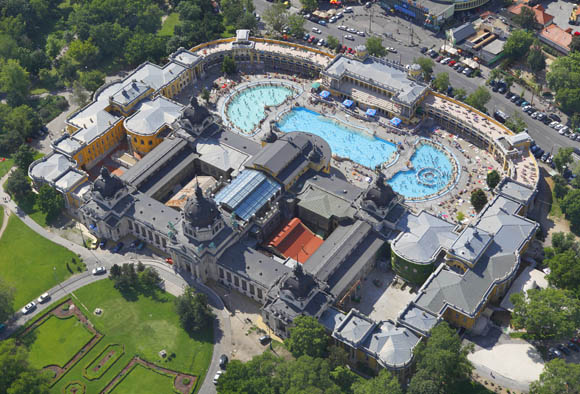
塞切尼温泉浴场

布達佩斯有「東歐巴黎」和「多瑙河明珠」的美譽。布达佩斯最重要的名胜都位于多瑙河畔。在西岸布达一边岩石陡峭的山上树立着自由碑和城堡。山下有盖勒特浴场，其下游是布达佩斯技术和经济大学的主楼。城堡的北面的山上有布达城堡。今天城堡里是国家图书馆、匈牙利国家画廊和市博物馆。城堡边的桑多尔宫是匈牙利总统的驻地。
山北树立着马加什教堂，它与多瑙河之间是漁人堡。整个这个城堡区以及多瑙河畔的景色从1987年开始被联合国教科文组织列入世界遗产。这个区的地下有一个错综复杂的迷宫似的地道结构。这个迷宫部分可以被参观。
在多瑙河东岸，也就是平缓的佩斯一边，矗立着匈牙利國會大廈、匈牙利科学院、多座大酒店、佩斯舞厅，继续向南国家歌剧院和艺术宫。
在布达佩斯有九座桥梁跨越多瑙河，其中最老的是塞切尼鏈橋，它同时也是布达佩斯的标志之一。
从链子桥出发沿小环路可以在佩斯一边经过烟草街犹太会堂、国家博物馆、市场大厅一直到自由桥。烟草街犹太会堂标志着历史上布达佩斯犹太区的入口，位于内环和外环之间，是欧洲最大的犹太会堂，世界第二大犹太会堂。小环路基本上沿原佩斯的城墙而筑，这座城墙最后的一座城门于18世纪被拆毁，有些地方还有城墙遗迹。小环路与多瑙河之间是布达佩斯真正的内城。这里与多瑙河平行的瓦茨街过去是城市的商街，今天是市内最著名的购物街。它连接市场大厅与弗洛斯马提广场。内城北部是布达佩斯最大的教堂建筑：圣伊什特万圣殿。
大环路是1872年至1906年间建成的。它从裴多菲桥通到玛尔吉特桥，在当时是欧洲最重要的建筑群之一。这里的西火车站与东火车站一样是大型火车站建筑的典范。
在大环路上还有多座剧院和电影院，由于在西火车站以及其它市区里建造了大型电影院，因此这些电影院中的一些被迫于1990年代末关闭。连接市中心与城市公园的安德拉什大街与大环路交叉处是一个八角形的广场。
至今为止，安德拉什大街是布达佩斯建筑的典范之一。从1871年至1885年在14年间在这条2.4千米长的林荫大道两旁建立了历史主义的居民建筑以及匈牙利国家歌剧院、恐怖大厦博物馆、许多广场和英雄广场。英雄广场的周围是艺术厅和艺术博物馆。广场中心的千年纪念碑周围有14位匈牙利国王的立像。从2002年开始，安德拉什大街列为世界遗产。大街下是布达佩斯地铁的第一条线路，它是继伦敦后欧洲的第二条地铁。
在英雄广场后是城市公园，它是1896年纪念马扎尔人定居1000周年庆祝时建立的，包括动物园、马戏场、滑冰场和塞切尼温泉浴场。
位于市中心以外的有罗马居民点阿奎库的遗址遗迹新建的收藏社会主义时期雕塑的布達佩斯雕塑公園。

### 文化和休闲

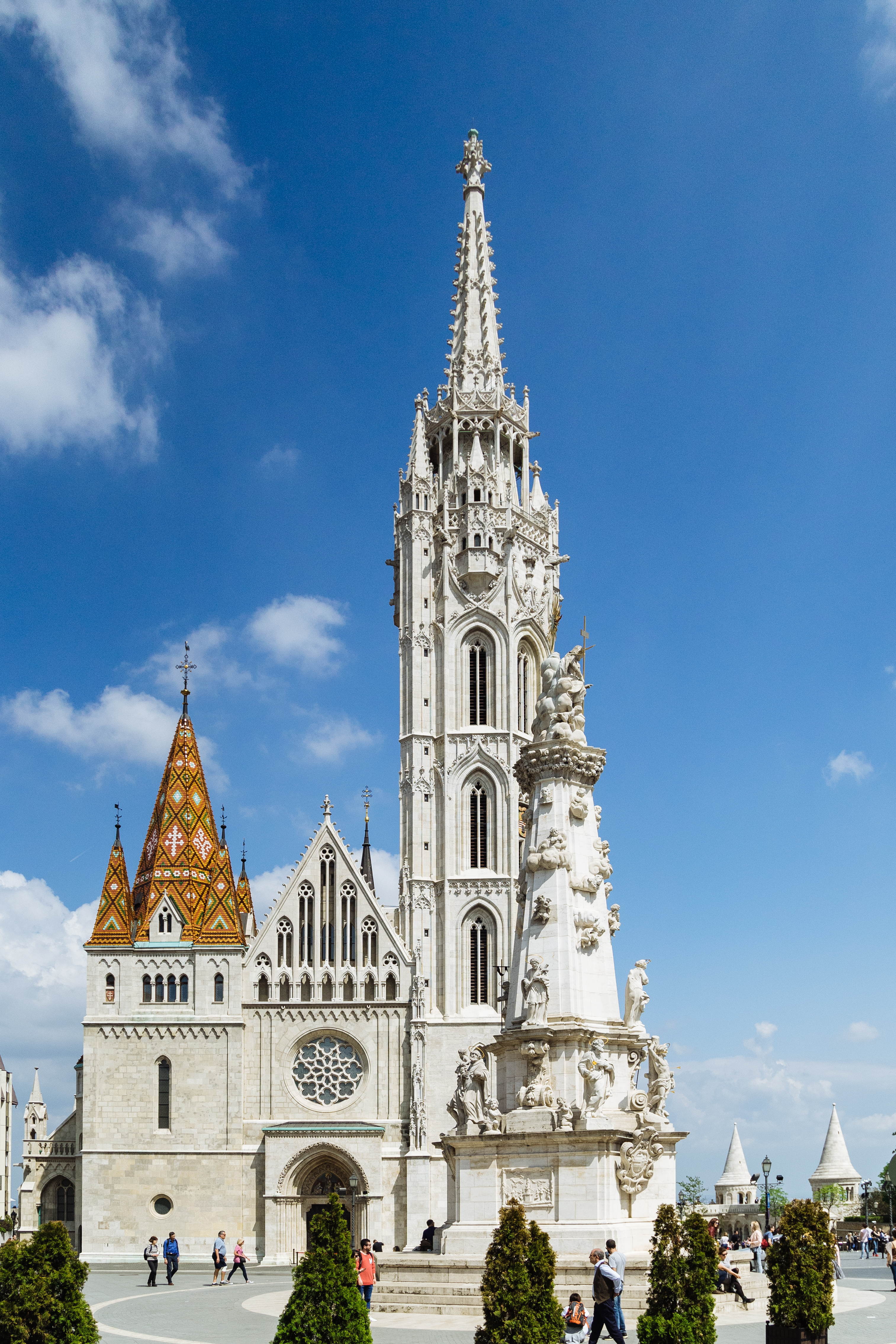
马加什教堂
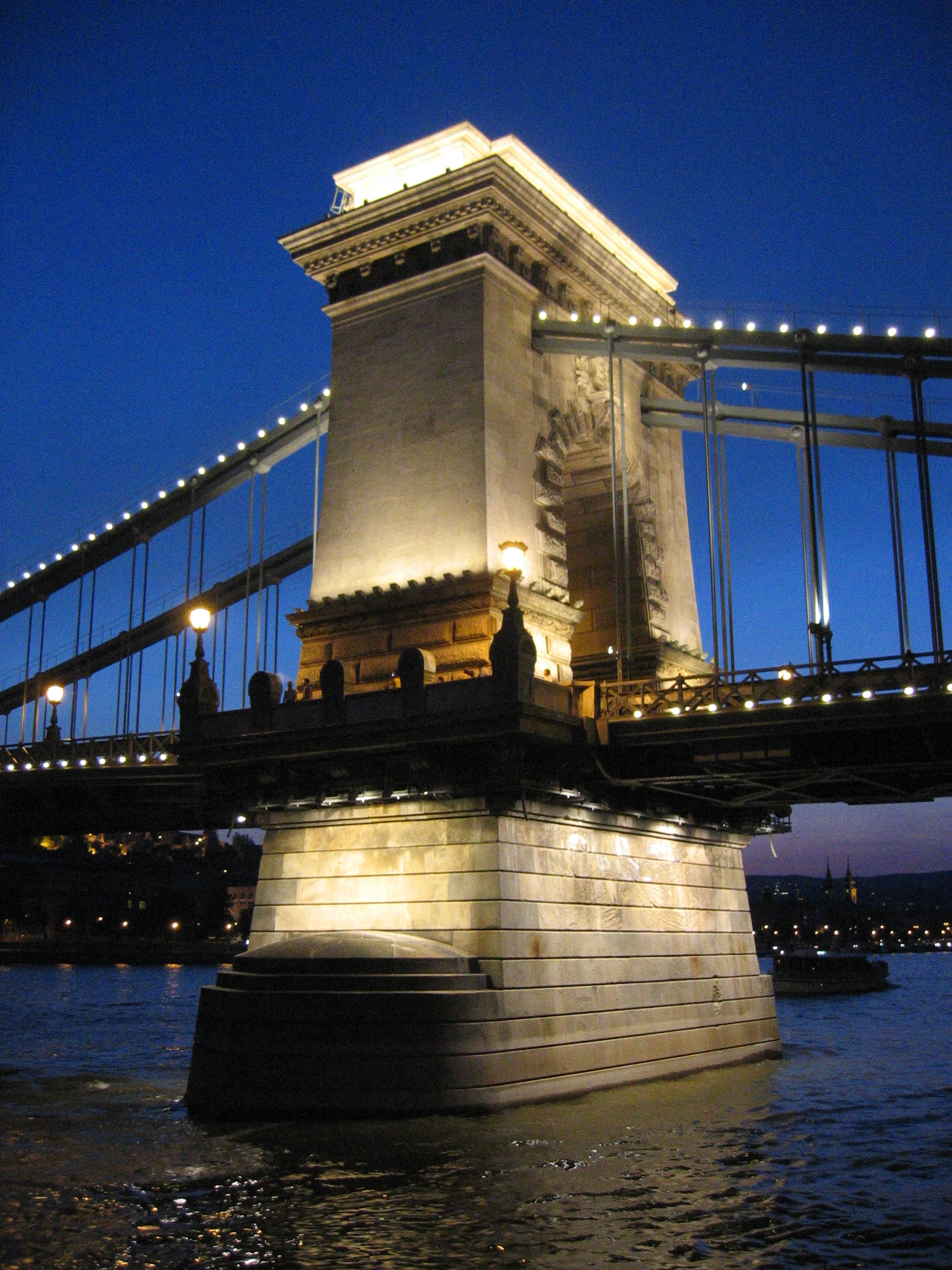
塞切尼鏈橋
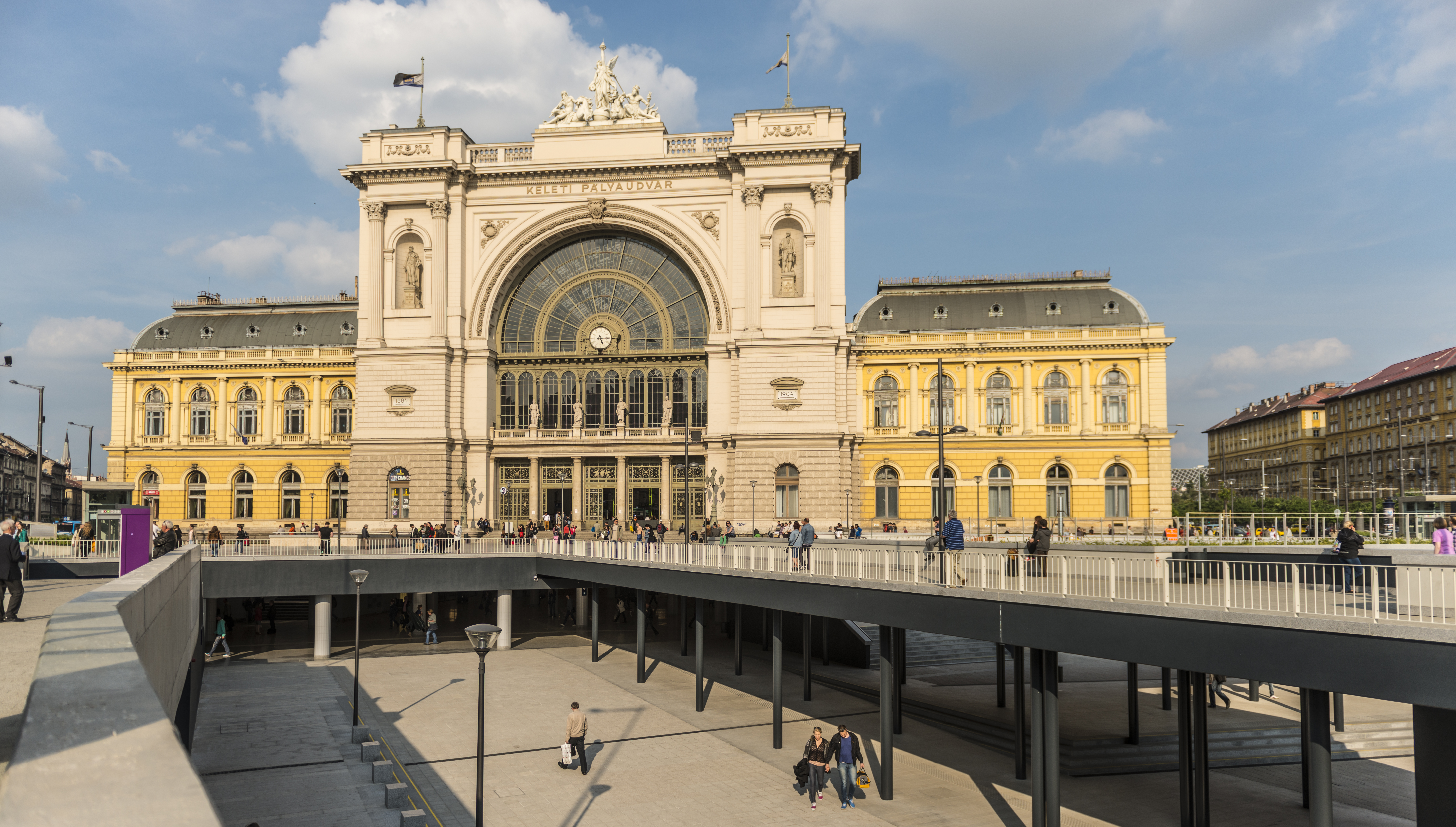
东火车站
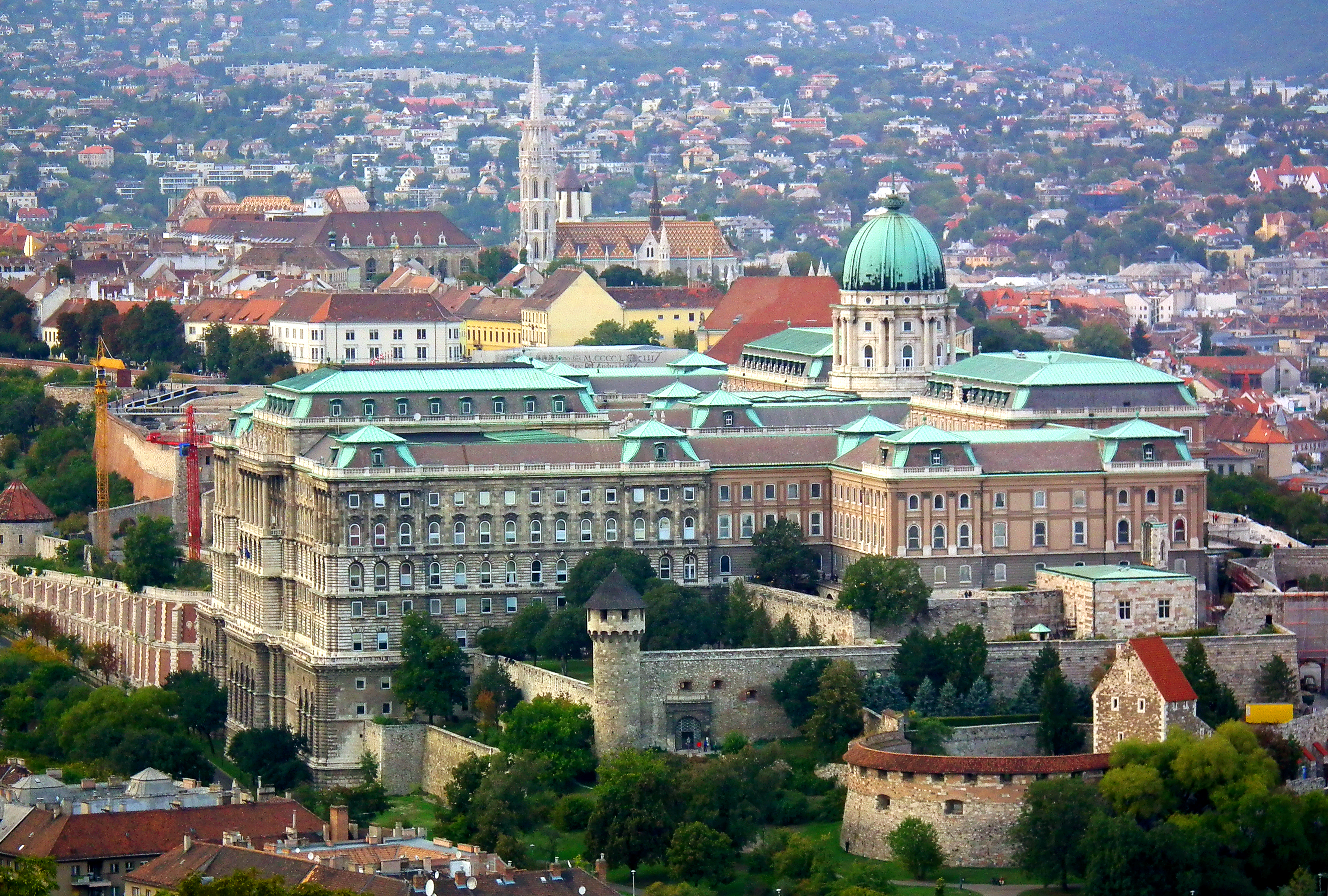
布达城堡

布达佩斯有86座剧院、两座歌剧院、众多音乐厅、音乐俱乐部和大小电影院、32个博物馆和许多小艺术馆。每年春季和秋季举办大型文化节。2月举办匈牙利电影节，4月国际电影节，每年还举办国际话剧节。8月举办西盖蒂音乐节。2000年在庆祝建国1000年时建立的文化中心位于一个过去的工厂里。夏季这里举办音乐会、展览和其它文化活动。2005年10月匈牙利的儿童博物馆也搬到了这里。
布达佩斯的山区是出游的好地方。市北的格德勒是当时奥匈帝国皇后伊丽莎白最喜欢的地方，是一个很有意思的游点。

## 经济和基础设施

### 购物

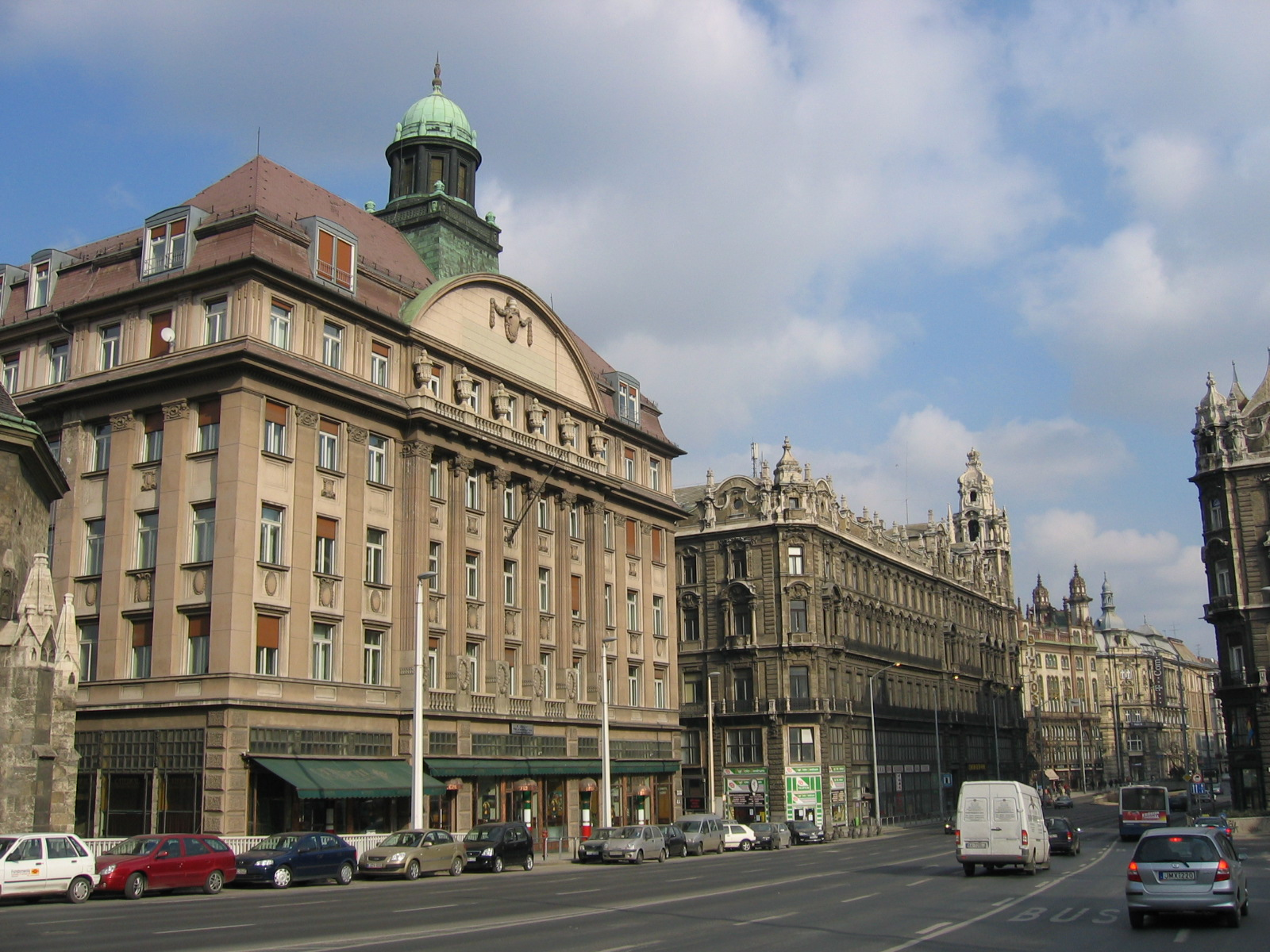
市容

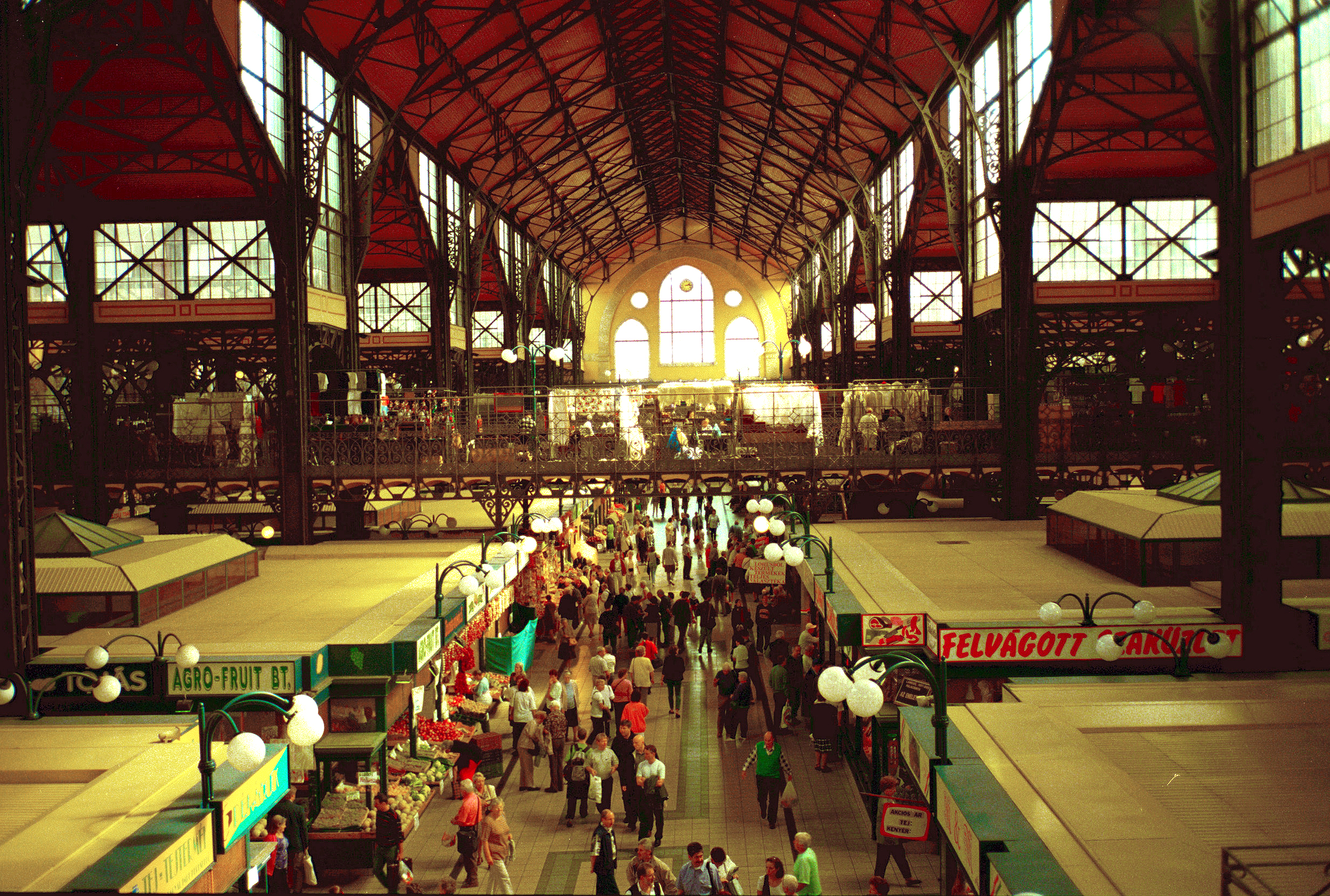
布达佩斯大市场

布达佩斯最重要的购物街位于市中心的第五区。其中最著名的是瓦茨街。在这条大街上有几乎世界上所有有名的服装品牌的专销商店。每年在这条街上还举办圣诞节市场，其形式类似维也纳市政广场上的圣诞节市场。
在市中心和市郊均有美国式的购物中心开办。这些购物中心的营业时间特别长，而且还提供其它各种服务（比如饮食）。在布达佩斯内城区和在购物中心从星期一至星期六最晚21点关门，星期日最晚18点关门。

### 温泉
布达佩斯的温泉浴已经有2,000多年的历史了。罗马人就已经开始使用当地的温泉。1178年在今天的老布达处有一个意为“药泉”的居民点。奥斯曼统治者带来了新的沐浴文化，有些他们建造的设施至今仍被使用。18世纪里人们开始分析当地温泉的成分。1812年有人描写了当地的水文。
布达佩斯市内有许多温泉浴，有的是露天的，有的是室内的。
有些温泉浴里形成了它们自己的亚文化，比如在塞切尼温泉浴场中老年人在浮在水面上的棋盘上下象棋。有的浴场在一定的日子里只向男子或女子开放。有的浴场特别受年轻人欢迎，等等。

### 咖啡館文化

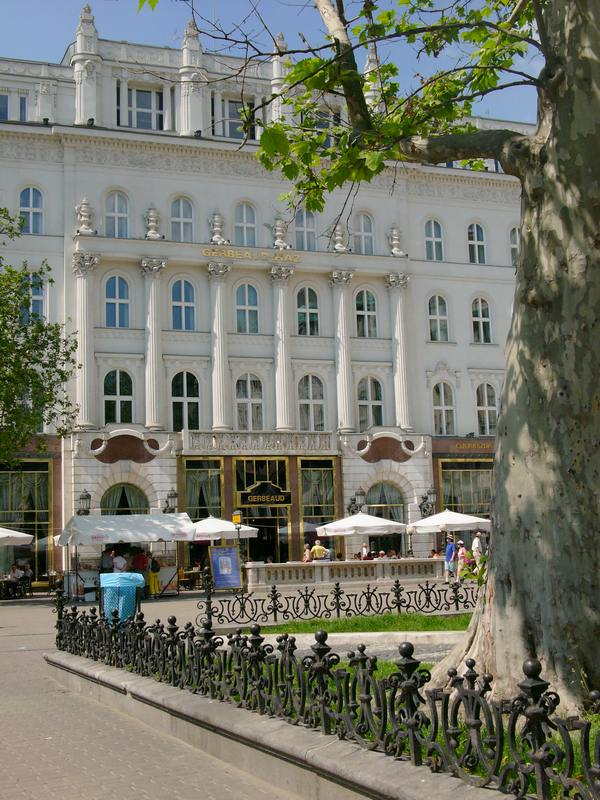
一座咖啡馆的外观

如同维也纳19世纪末和20世纪初布达佩斯形成了咖啡馆文化。著名的纽约咖啡馆已有100多年历史了。许多作家、诗人、记者喜欢在咖啡馆里写作。在共产党统治时期咖啡馆逐渐没落，许多被国有化，改为它用，或者被忽视。共产党统治时期结束后许多传统深长的咖啡馆重新开办。

布达佩斯在1930年代，一次至二次世界大戰之間的和平停戰時期，陸陸續續開張起一家家濃縮咖啡的咖啡屋，咖啡館室內的裝潢走向較為摩登簡約的風格，但至今這種特色的咖啡館，已隨時間流逝的轉變下而失去了以往的氣氛或早已歇業，慢慢的成為過去。

### 交通

#### 公共交通

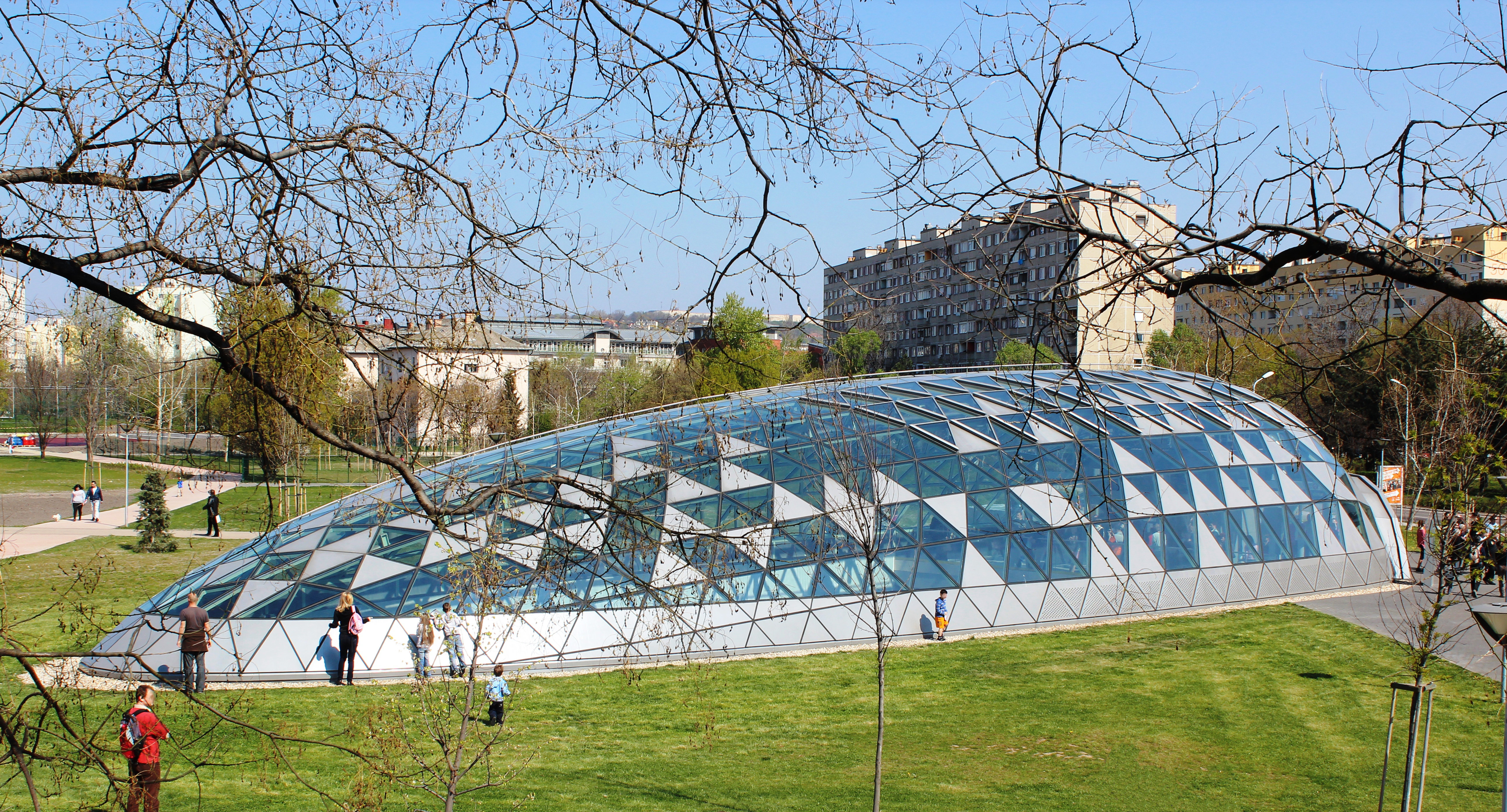
地铁入口处

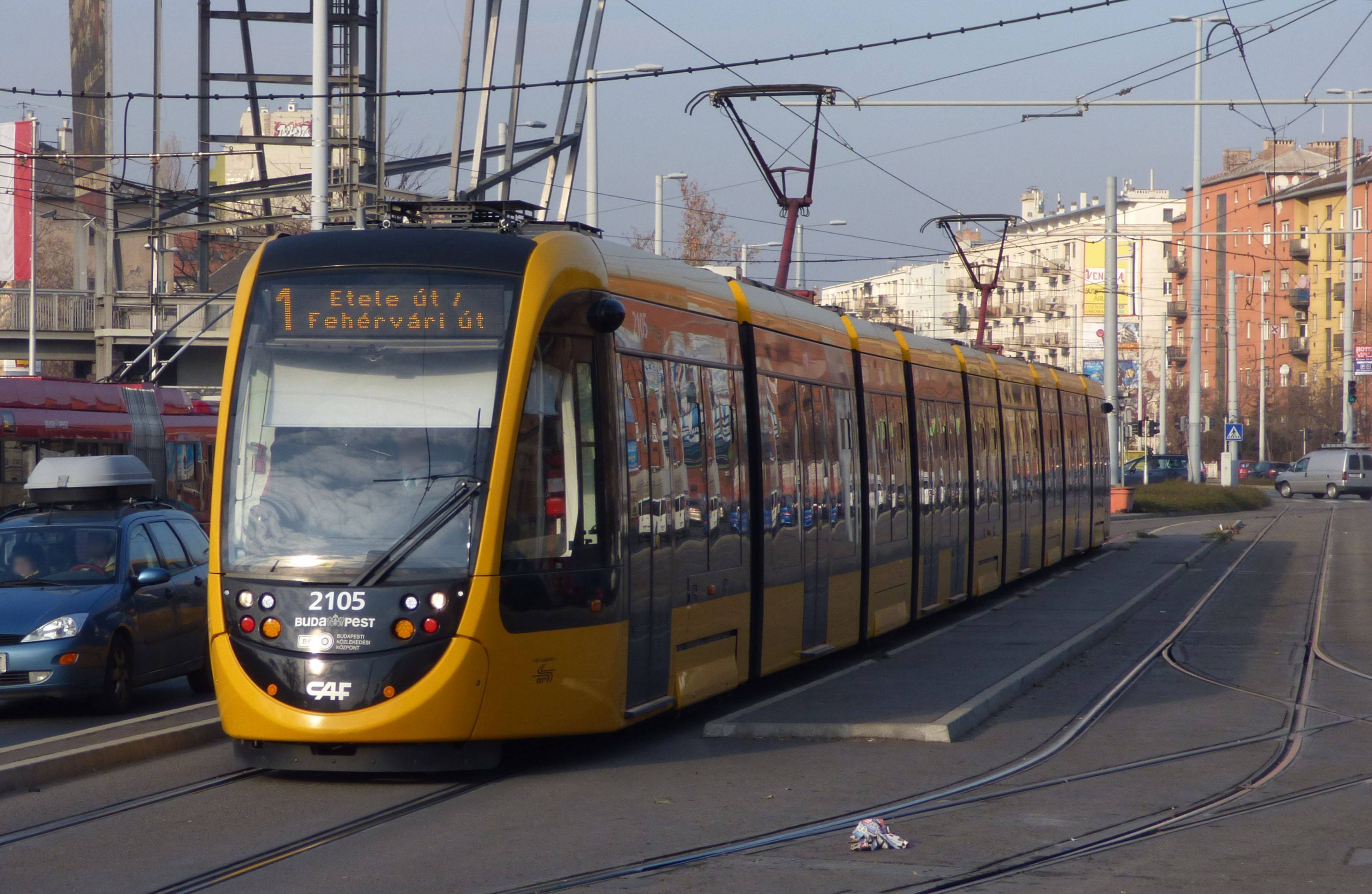
行駛在布達佩斯街頭上的電車

布达佩斯的公共交通网共长2000多千米，每天为380万旅客服务，包括地铁、有轨电车、无轨电车、公共汽车和市郊铁路。41%的乘客使用公共汽车，22%的乘客使用地铁，26%的乘客使用有轨电车，5%的乘客使用无轨电车，6%的乘客使用市郊铁路。
布達佩斯的地鐵系統是歐洲第二古老的（歐洲最古老的地鐵是倫敦地鐵）。最初的地鐵線是現在的M1線，即黃線，於1896年投入使用。現在它被恢復為最早的面貌，作為一段歷史保存下來。另外的兩條地鐵線M2（紅線）和M3（藍線），是後來建設並於1970和1976年投入使用的。現在第四條地鐵線（綠線）於2014年開始運行。
布達佩斯的有軌電車線路4至6路是世界上使用次數最高的。2006年春它們獲得更新，目前它們使用世界上最長的有軌電車。
市郊鐵路共有五條線路，它們連接布達佩斯的郊區。
布達佩斯還有一些不尋常的交通工具，比如上山的纜車、兒童火車等。

#### 机场
布达佩斯国际机场位于城市东南，一共有三个客运航站楼：其中一楼比较老，二A和二B是新建的。2005年机场有800多万旅客使用（2004年为650万）。随数个廉價航空公司进入匈牙利市场后这个机场的客运量从2004年剧增。机场与市区之间有公共汽车和一条高速公路运行。捷运或者地铁正在计划中。

#### 公路
虽然总的来说布达佩斯的私人汽车比较少，但是每天在布达佩斯还是会堵车。布达佩斯历史遗留下来的街道网路以及城市对街道规划、发展和现代化的忽视是其主要原因。布达佩斯共有60多万辆注册的汽车，市内所有汽车道路的总长度为4000多千米。在内城和布达的部分地区只允许短时间停车，此外市内停车场数量极少。
布达佩斯的街道网络主要以环形和放射形为主。这些主街道之间则主要是很狭窄的街道，大多数这些街道是单行线。
布達佩斯是匈牙利最重要的道路樞紐，所有主要高速公路都在這裡終結。市内的多瑙河桥梁无法满足交通量的需要。环城的高速公路没有完全完成。布達佩斯的瀝青路的失修是出了名的。公路狀態之差導致交通意外發生，也縮短了汽車的壽命。

#### 铁路

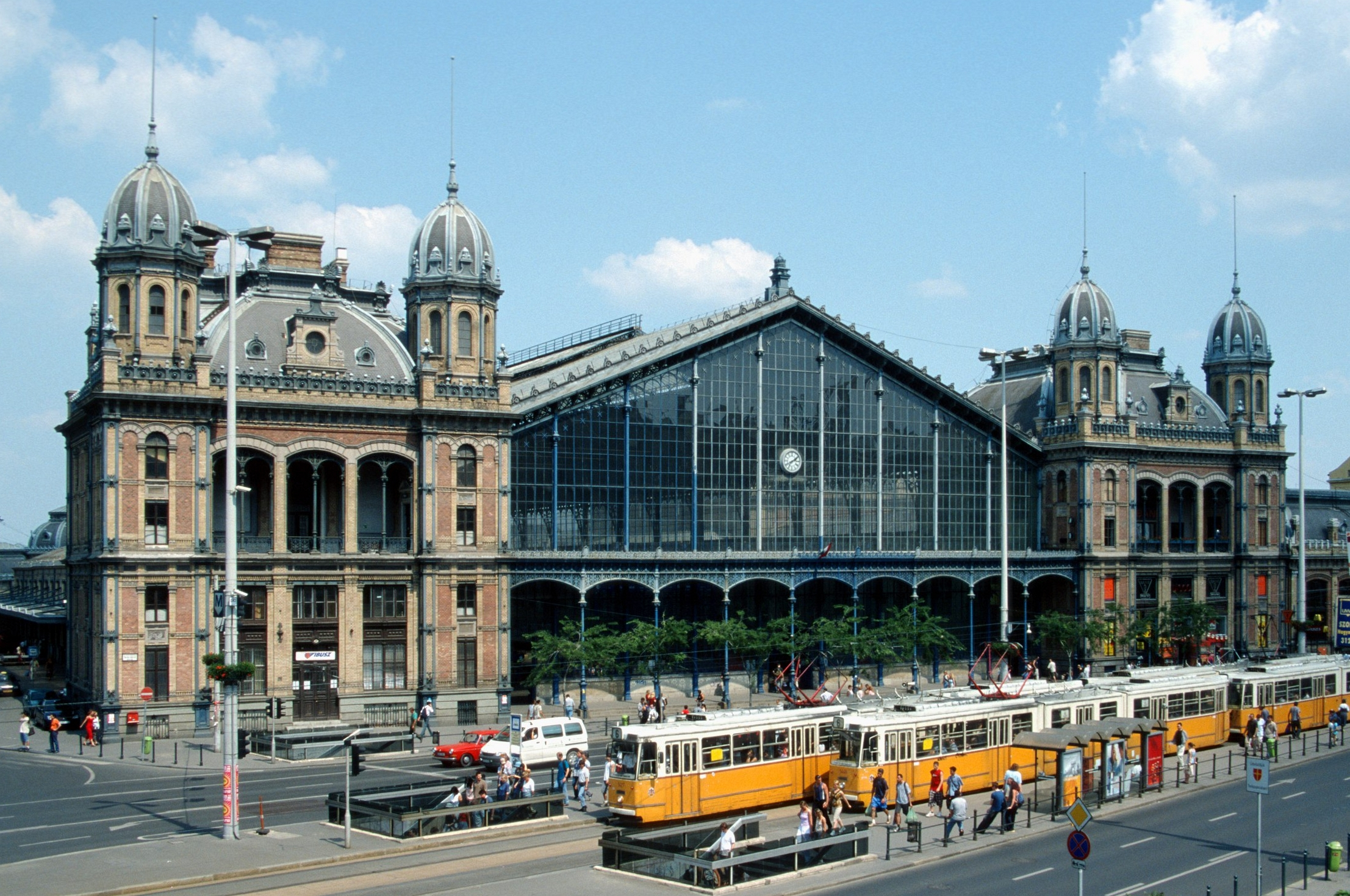
西火车站

匈牙利人的主要鐵路是由匈牙利國有鐵路經營。布達佩斯主要的鐵路終點站有三個，分別是东火车站、西火车站和南火车站。从位于佩斯侧的东和西火车站出发有连接欧洲25个首都的直达列车。布达侧的南火车站主要经营国内列车。所有三座火车站均有地铁连接。此外布达佩斯还有小的客车站和货车站。在计划到2015年完成的从巴黎到布拉迪斯拉发的欧洲高速铁路也通过布达佩斯。
在布達佩斯的四周有一條郊區鐵路由HÉV經營。
匈塞铁路正在建设中，该项目由匈牙利首都布达佩斯至塞尔维亚首都贝尔格莱德，线路全长342公里

#### 水道

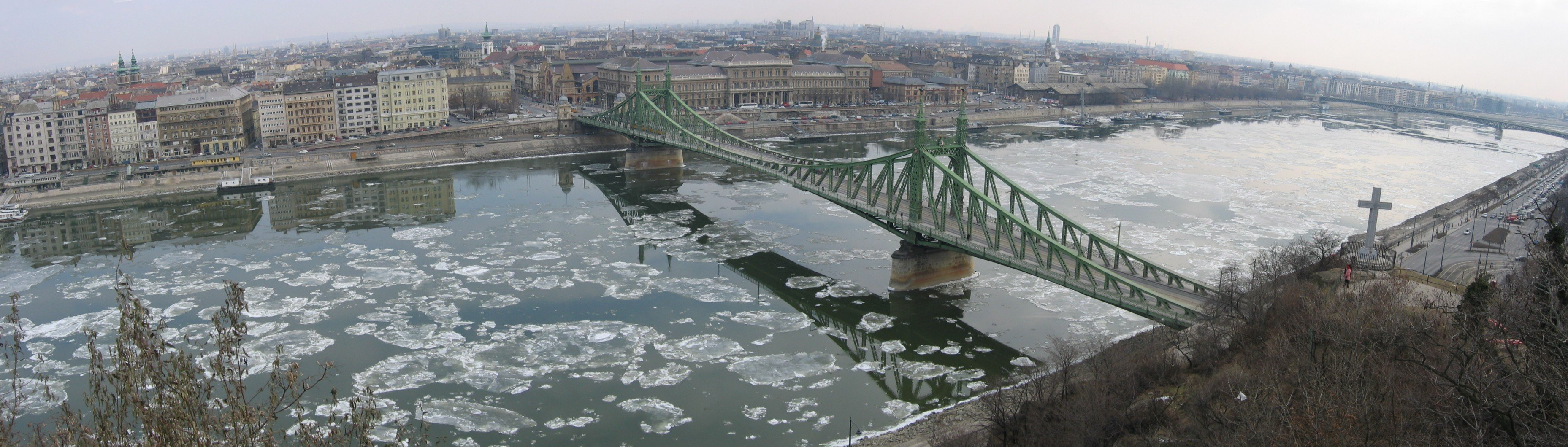
自由桥和冬季的多瑙河

多瑙河流經布達佩斯直達黑海。河道易於通行，所以布達佩斯曾經成為主要商業港口。今天内陆航运对于布达佩斯来说几乎没有意义了。除游船外还有去布拉迪斯拉发和维也纳的航班。

## 友好城市
布達佩斯在世界各地有許多姊妹城市和許多夥伴城市。
布达佩斯有下列友好城市（2005年）：

德国柏林（1992年起）
美国沃斯堡（1990年起）
德国法兰克福（1990年起）
葡萄牙里斯本（1992年起）
美国纽约市（1991年起）
波斯尼亚和黑塞哥维那萨拉热窝（1995年起）
2以色列特拉维夫（1989年起）
中國北京市
奥地利维也纳（1990年起）
立陶宛维尔纽斯
克罗地亚萨格勒布（1994年起）
中國杭州市（1999年起）

## 图集

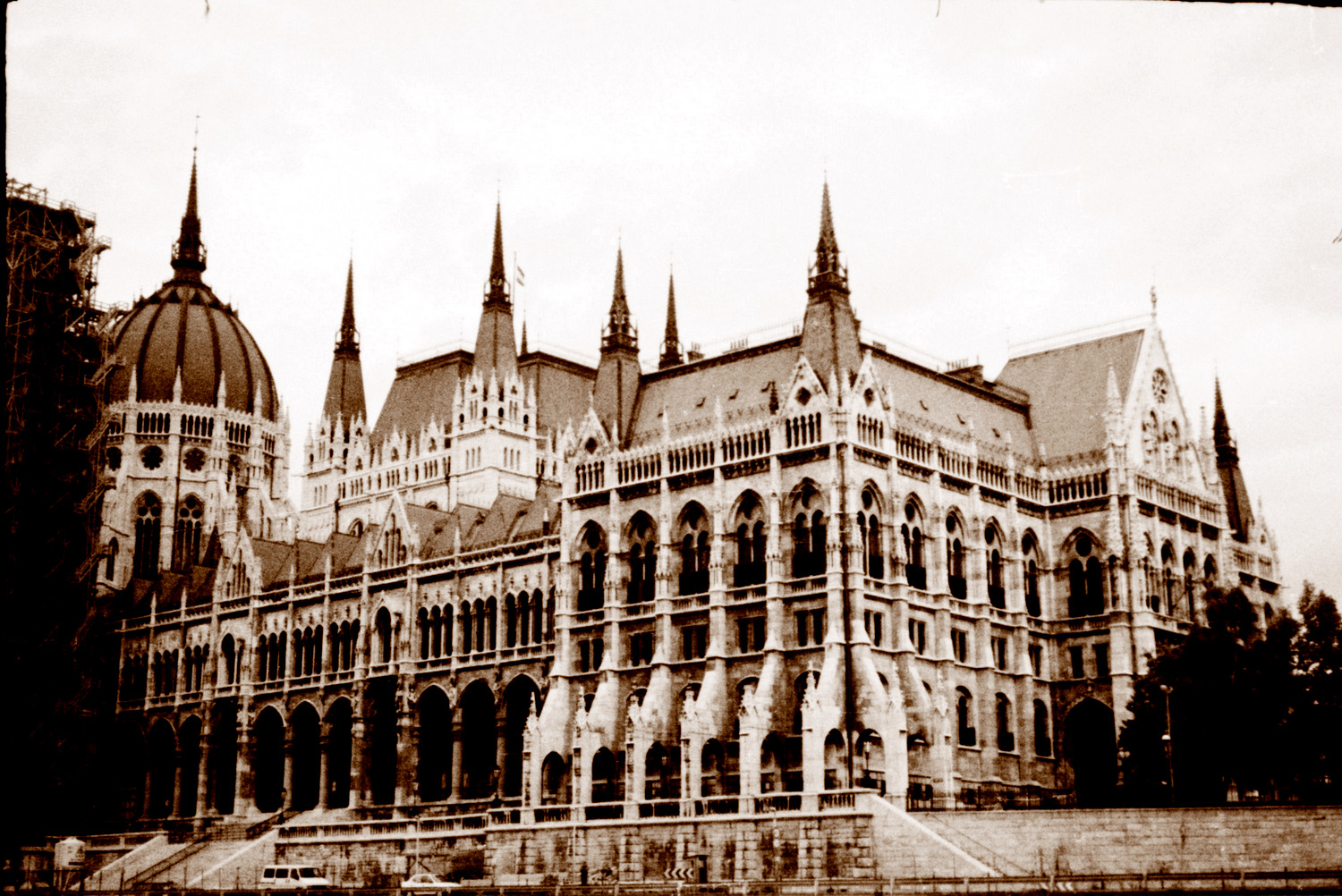
BUDAPST 12
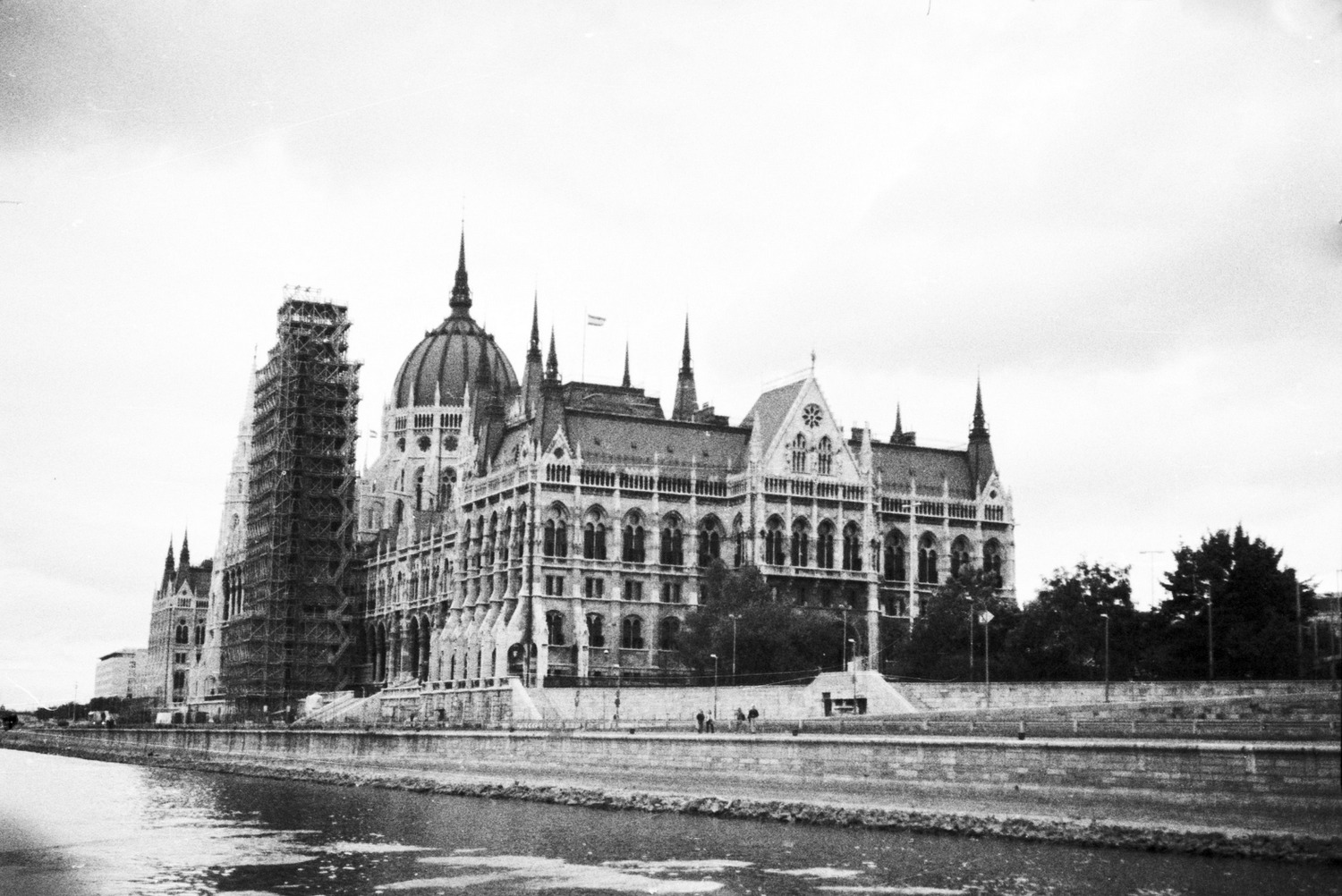
BUDAPST 11
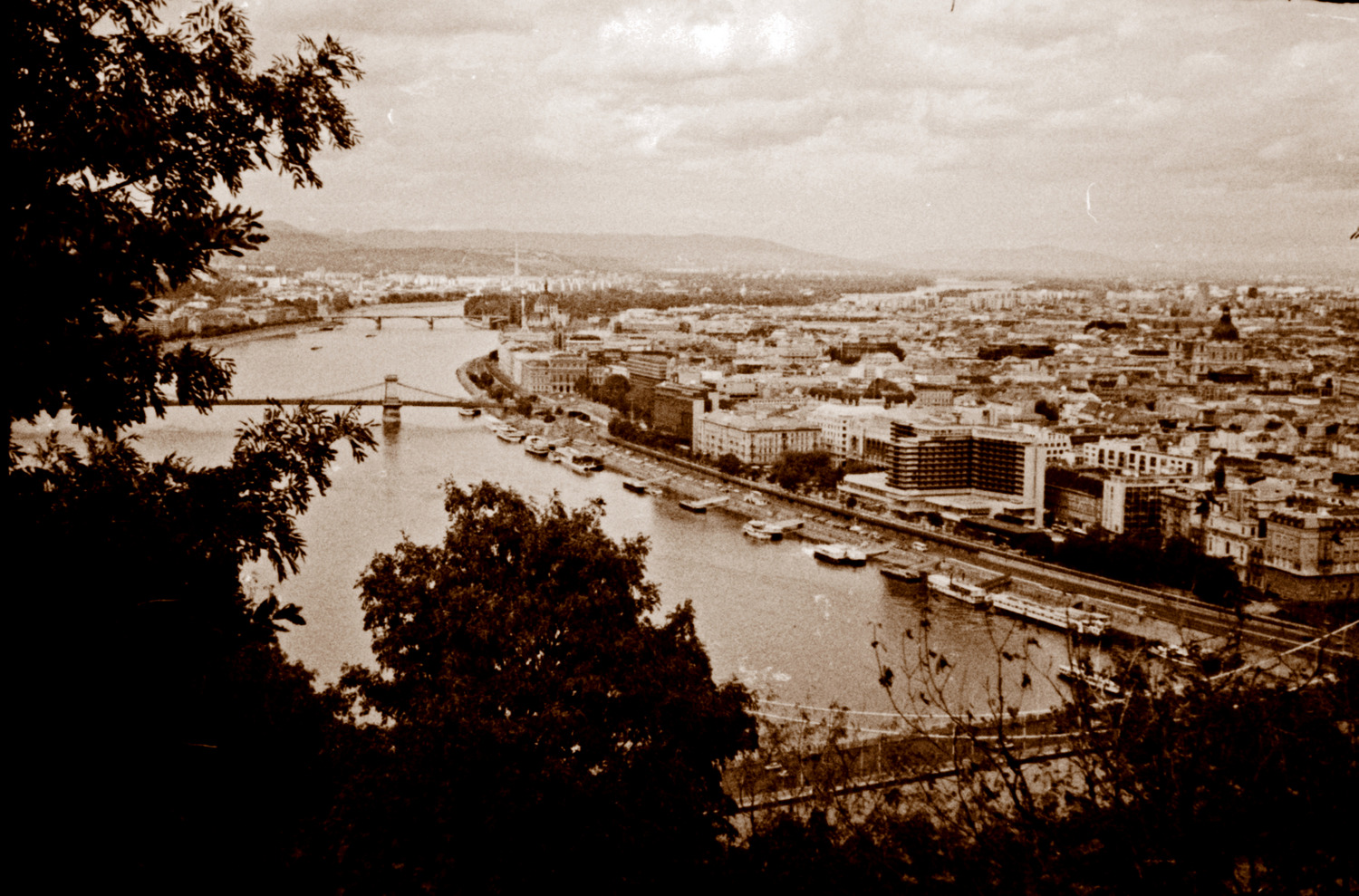
BUDAPST 10
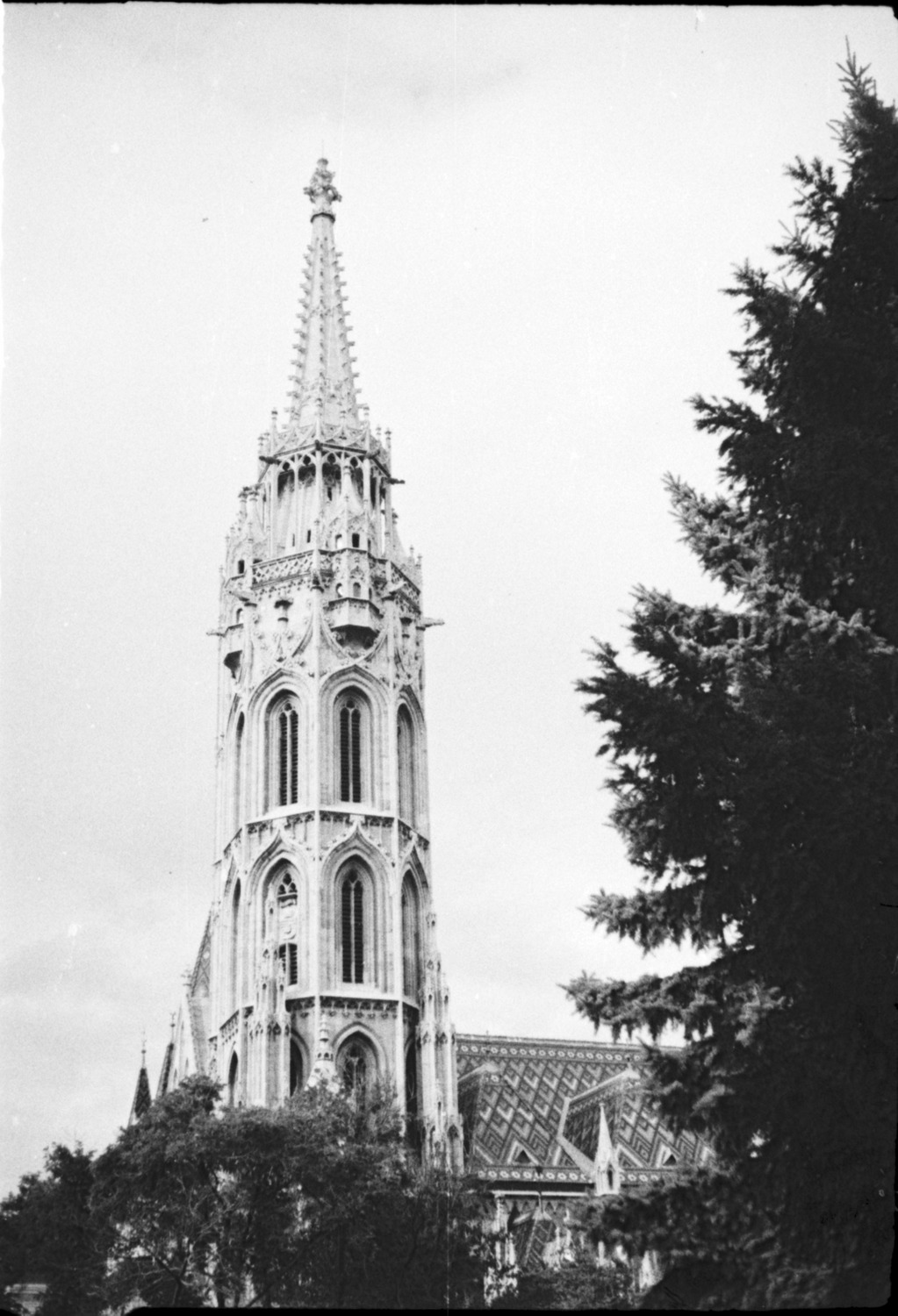
BUDAPST 07
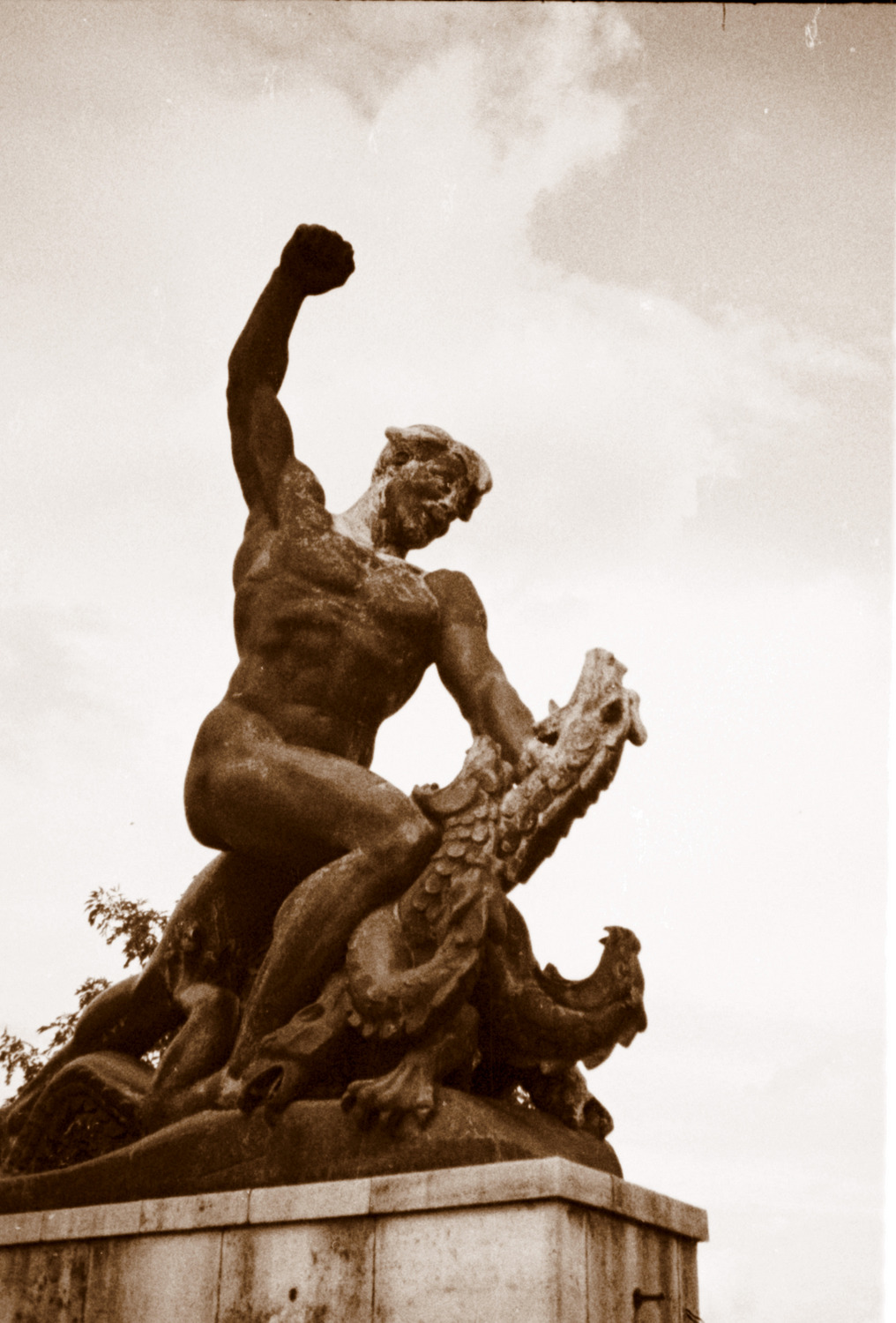
BUDAPST 09
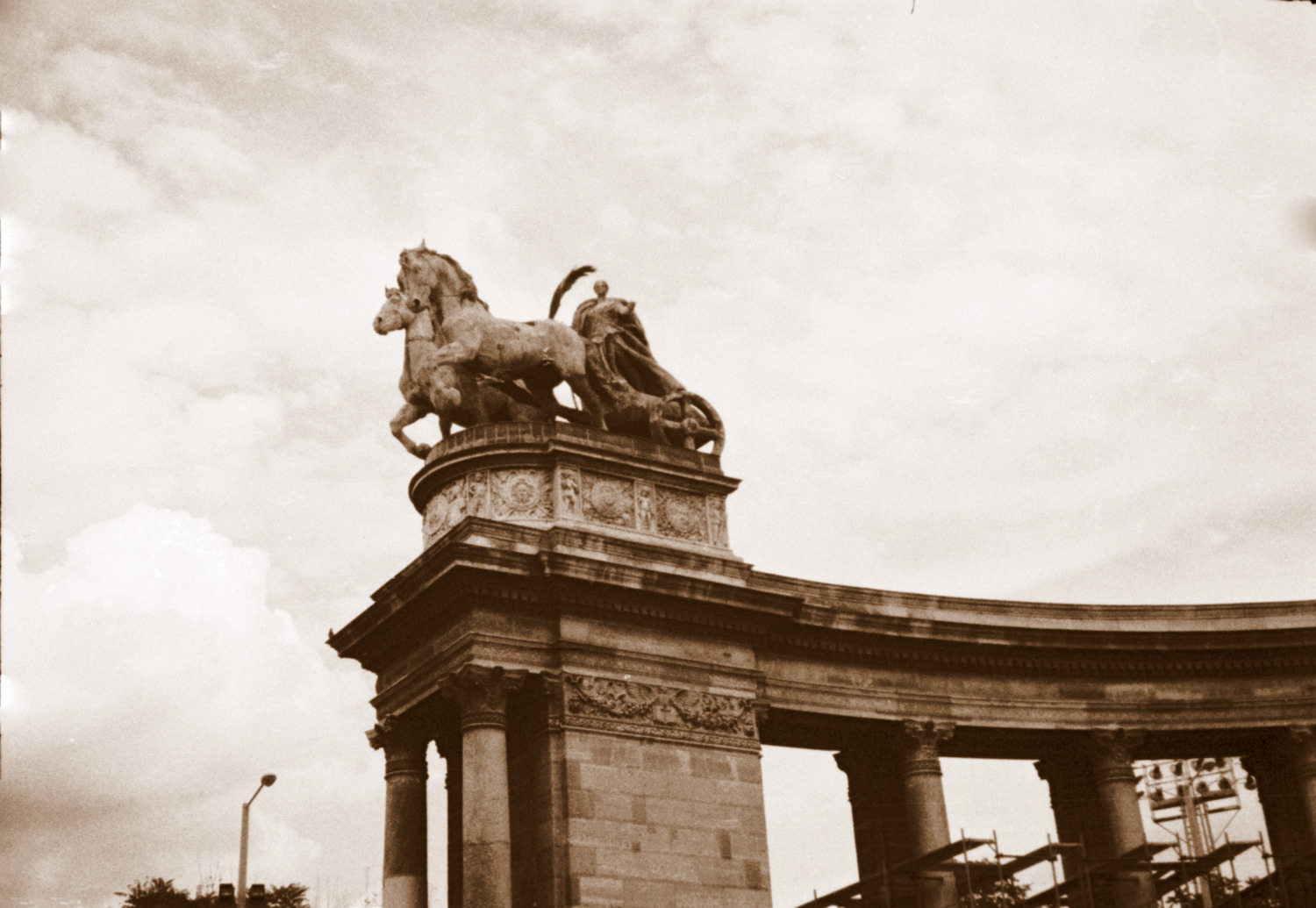
BUDAPST 08
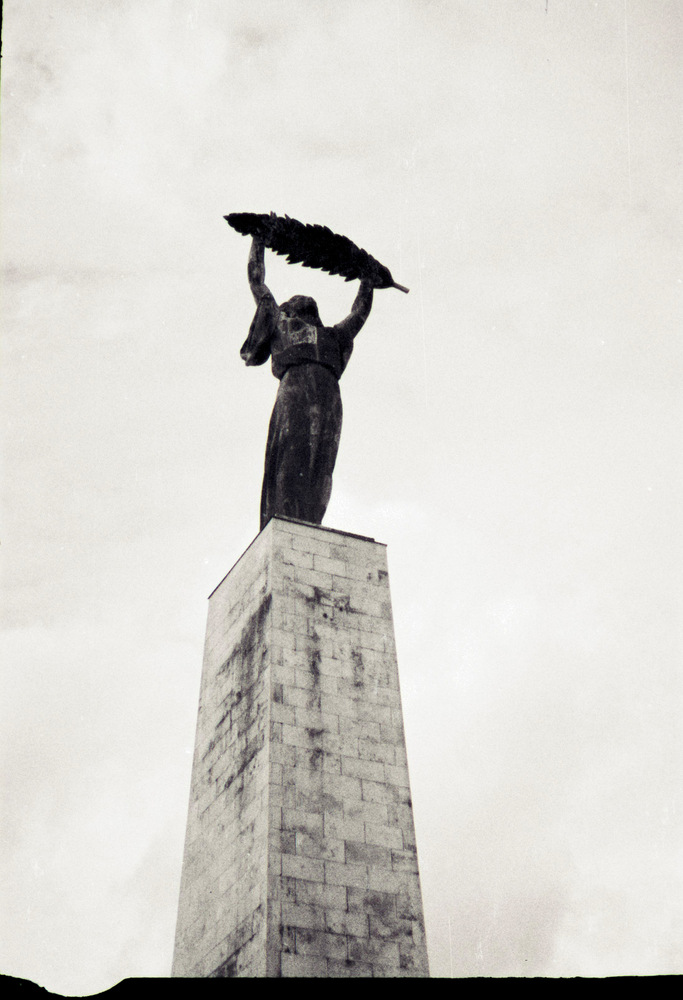
BUDAPST 05
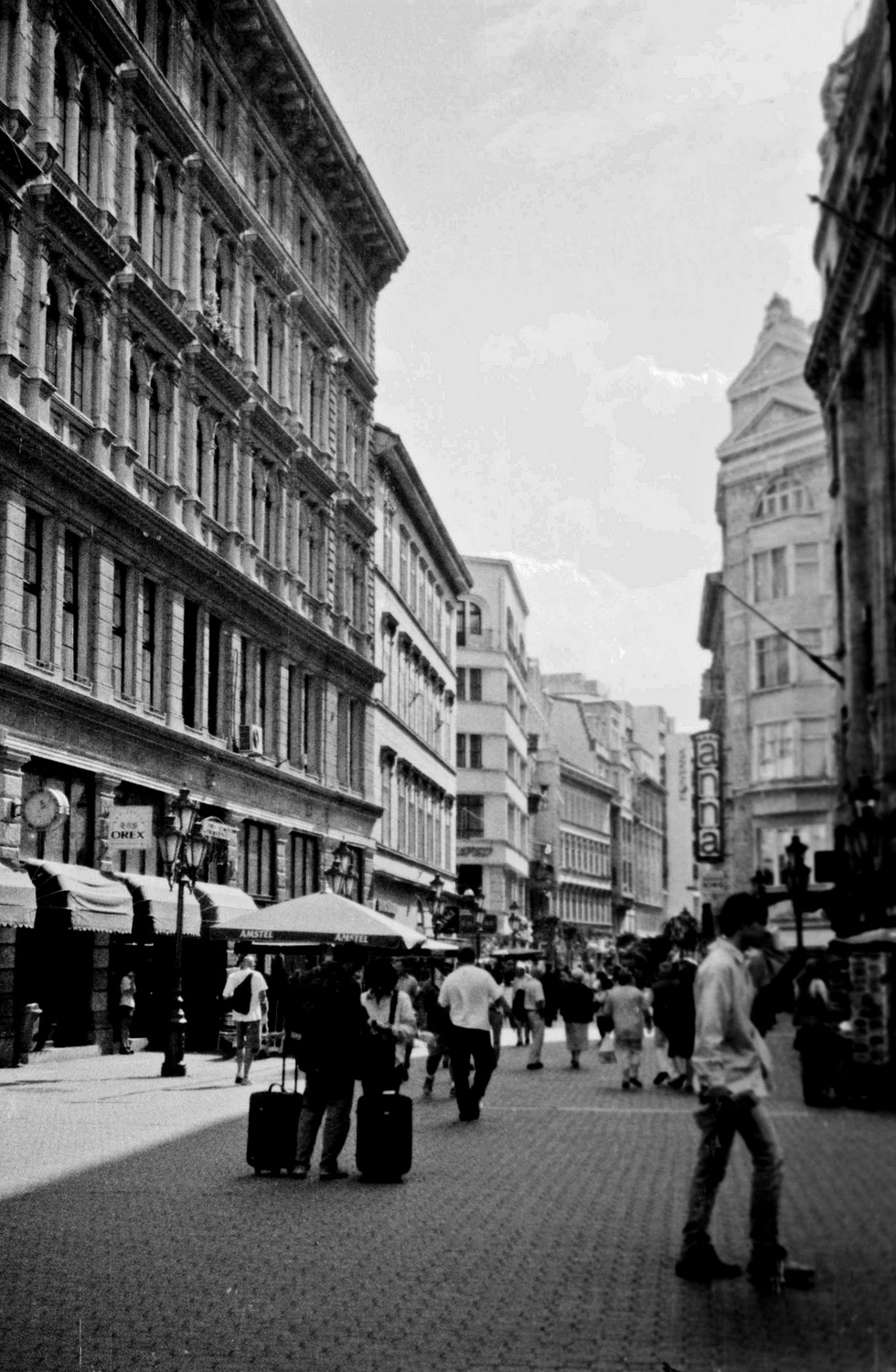
BUDAPST 01

該市的某些地區還與小城市或其他大城市的地區配對。有關詳細訊息，請參閱文章布達佩斯地區和城鎮列表。